# Shinchi
Shinchi (japanska: 新地町?, Shinchi-machi) är en landskommun (köping) i Fukushima prefektur i Japan.  